# 冰閘冰川
64°54′S 62°45′W / 64.900°S 62.750°W
冰閘冰川是南極洲的冰川，位於葛拉漢地的丹科海岸，流經達爾梅耶峰西坡，在1992年由波蘭探險隊命名，現時由南極條約體系管理。